# Paul Yorel
Paul Yorel, de son vrai nom Paul Le Roy, né le 30 avril 1890 à Lassay (Mayenne) et mort le 23 avril 1951 à Rennes, est un artiste, chansonnier, poète et journaliste français

## Biographie

### Origine
Sa famille est originaire d'Oisseau en Mayenne où il reviendra régulièrement. Après une enfance studieuse, la guerre interrompt ses études de médecine. 

### L'adopté de Montmartre
En 1919, il fait ses débuts parmi les chansonniers de Montmartre : Aristide Bruant, Dorin, Xavier Privas, qui le sacrent "chevalier de la Chanson". Il devient par la suite au Quartier latin de Paris le grand-maître de La vache enragée, le journal des poètes que dirigeait Maurice Hallé, journal officiel de la Commune libre de Montmartre. 

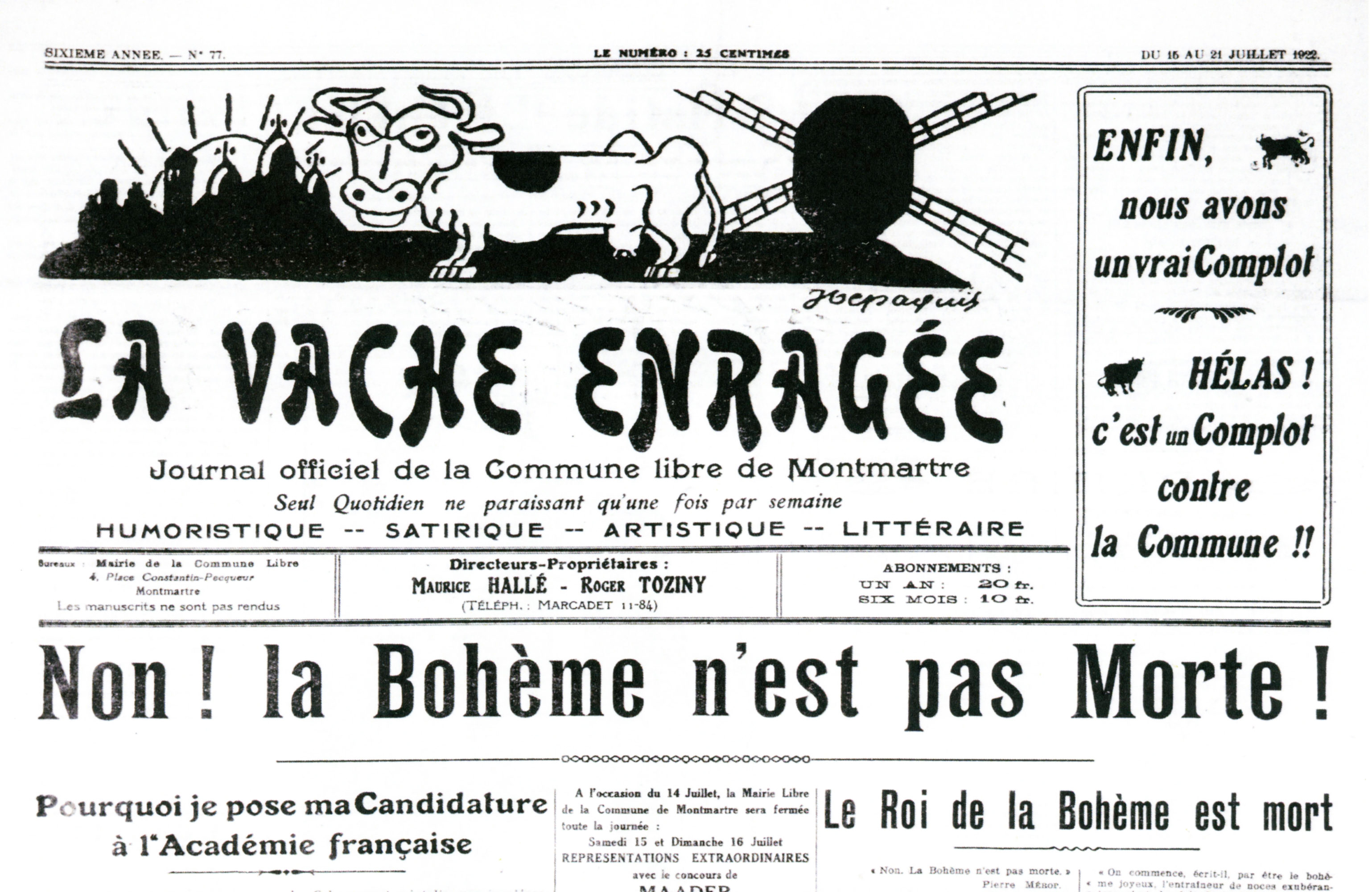
Première page de La Vache enragée

Son aspect truculent et son accent mayennais ajoutent à la verve des chansons qu'il chante lui-même. Il est le fondateur de la revue "Les Aristophanesques", dont il est le principal animateur. Il tient la chronique rimée du journal L'Événement. 
Il rédige une farce en vers intitulée Saint Courgou qui lui valut à Paris en 1919, un troisième prix au concours des Jeunes Auteurs.

### Journaliste
Poète et humoriste, il publie d'innombrables "Bouts rimés" dans "Mayenne-Journal", ainsi que des chroniques en patois mayennais :"Les propos de Maître Quéru" et "Le Coin à Gros-Jean". 
En 1938, en collaboration avec André Lhéry, il fait de sa farce en vers, un opéra bouffe nommé La Farce du Pâté.
Il tient pendant l'Occupation la chronique théâtrale de L’Ouest-Éclair, où il faisait autorité par sa culture étendue et sa connaissance de l'histoire de la musique.
Un de ses enfants : Jean-Paul-Charles-Marie Le Roy (né à Oisseau le 9 septembre 1922) est conseiller commercial de France, puis chef du service de l'expansion économique à Tripoli en Libye.

## Publications
- La Farce du pâté. farce en vers, mise ensuite en opéra-bouffe.
- Chiquenaudes (1927-1928). Victor Bridoux. Mayenne-Journal.
- Château… Trompettes ! Grande Revue Mayennaise à la manière montmartroise Paris, Jouve & Cie Ed. - 1934, par Paul Yorel, représentée pour la 1re fois au théâtre municipal de Mayenne, le 3 juin 1933, avec Melles Marcelle Bonnel, Simonne Jarry, Suzanne Pouteau, Mde Launayet les Membres de l'Alerte Mayennaise.
- Soliloques (1929-1933). Ouest-Journal, Rennes, 1938.